# カチシステムプロダクツ
カチシステムプロダクツ株式会社（英: KACHI SYSTEM PRODUCTS Co., LTD.）は東京都品川区に本社を置き、システム開発・システム管理・クラウド監視サービスなどを提供する日本の企業である。

## 沿革
- 1979年1月　カチシステムプロダクツ株式会社設立
- 1985年4月　資本金を1,200万円に増資
- 1997年4月　資本金を4,800万円に増資
- 2007年11月　NTTデータ社のアソシエイト･パートナーに認定される
- 2008年10月　ISO27001認証を取得
- 2009年2月　ITIL®ファンデーション資格取得率100%となる
- 2010年5月　EXIN Japan社より教育事業者の認定を受ける
- 2013年3月　ISO9001認証を取得
- 2013年5月　厚生労働省より『くるみん』認定を受ける
- 2016年8月　自社ブランド K-friendlyサービスとして『eyeon』をスタート（監視・運用サービス）
- 2018年4月　WinActor販売代理店開始
- 2018年7月　Questetra BPM Suite販売代理店開始
- 2019年8月　D-Analyzer販売代理店開始
- 2019年9月　『eyeonプレミアム』AWS導入支援＆構築サービスをスタート
- 2019年11月　Dojo販売代理店開始
- 2019年11月　DEEP READ販売代理店開始
- 2020年5月　ロボット事業である『coromin（コロミン）』をスタート
- 2020年9月　AWSテクノロジーパートナー認定

## 事業
- システム開発
- システム管理
- クラウド監視サービス